# 柚木渚
柚木 渚（ゆずき なぎさ、1991年12月9日 - ）は、日本のモデル、女優。福岡県北九州市出身。セントラルジャパン所属。

## 略歴
2010年、東名阪ネット6番組『方言彼女。』に出演。
2014年、ワンライフモデルオーディション2014にエントリーするも、ファイナリスト進出はならず。
2015年11月、翌2016年のサッポロビールイメージガールに起用される。
2019年4月15日をもって、9年間在籍したFMGを退所することをTwitterで報告。同年6月よりセントラルジャパン所属となったことをTwitterで報告した。

## 人物
- 趣味：料理[1]。
- 3歳下の弟がいる[2][5]。

## 出演

### テレビ
- 方言彼女。（2010年、テレビ埼玉 他）
- 流星ワゴン 第9話（2015年3月15日、TBS）
- 快盗戦隊ルパンレンジャーVS警察戦隊パトレンジャー（2018年、テレビ朝日） - 大平彩 役

### CM
- 三井ショッピングパーク ららぽーと
- ダイハツ工業 WAKE
- HOT PEPPER beauty「かわいいネイル」篇
- AEON「イオンおせち2015 早得」
- 日本コカ・コーラ アクエリアス「ビルボード」篇 チョー気持ちイイ。Ver.
- 日本マクドナルド「夏のマックフェス」「BLTモッツァレラ&バジル」
- サーティワンアイスクリーム
- グノシー「面接」篇
- 大正製薬「コーラック」
- 日清カップヌードル「SURVIVE! 就職氷河期篇」
- アイリスオーヤマ「エアリー『寝返り』篇」
- ケーヨーデイツー「D2ソング」篇
- KIRIN「のどごし〈生〉日本一は、うまい。」篇（2019年9月 - ）
- パチンコ＆スロット ABC「たのしんでいこ。」篇（2019年 - ）[6]

### 出版
- 千葉美少女図鑑 VOL.1（2009年12月、ビィズデザイン） - フリーペーパー

### イベント
- GirlsAward 2015 Spring/Summer（2015年4月29日、国立代々木競技場第一体育館）
- プロ野球 日本ハム・ロッテ戦始球式（2016年4月16日、札幌ドーム）[7]

### WEB
- 東京ガス「ガスの仮面 AFTER STORY」
- 銀座カラー
- ソニー・エリクソン「Xperia」
- ユニクロ「ウルトラストレッチジーンズ」

#### 柚木渚のビューティーレッスン
1. New Balance TOKYO篇（2014年10月14日公開）[8]
2. LUNETTES du JURA GRAND（リュネット ジュラ グラン）篇（2015年2月24日公開）[9]

### ミュージックビデオ
- TAKE COVER「遠い夏」（2014年）[10][11]
- GReeeeN「あの日のオレンジ」（2014年）[12][13]

### カタログ
- 鈴乃屋「振袖カタログ2016」